# 藤原宽子 (藤原赖通女)
藤原寬子（1036年—1127年9月30日），日本第70代後冷泉天皇之皇后，關白藤原賴通之女，母親為源（藤原）祇子。被稱為「四條宮」。藤原師實為其同母弟弟。

## 生平
藤原寬子於1050年（永承五年）入宮，敘從四位下，號女御。1051年（永承六年二月），立為皇后，與中宮章子內親王並立，恩遇相同。治曆四年（1068年），因藤原歡子立為皇后，寬子改稱中宮。稱中宮後兩天，後冷泉天皇駕崩，在當年12月落髮出家。延久元年（1069年），被尊稱皇太后。承保元年（1074年），為太皇太后。
1127年（大治二年八月）以92歲高齡逝世於宇治，成為歷代皇后最高齡的紀錄，直到2000年（平成12年）昭和天皇的皇后香淳皇后以97歲高齡去世才被打破。

## 來源
《大日本史》卷80